# Easy Star All-Stars

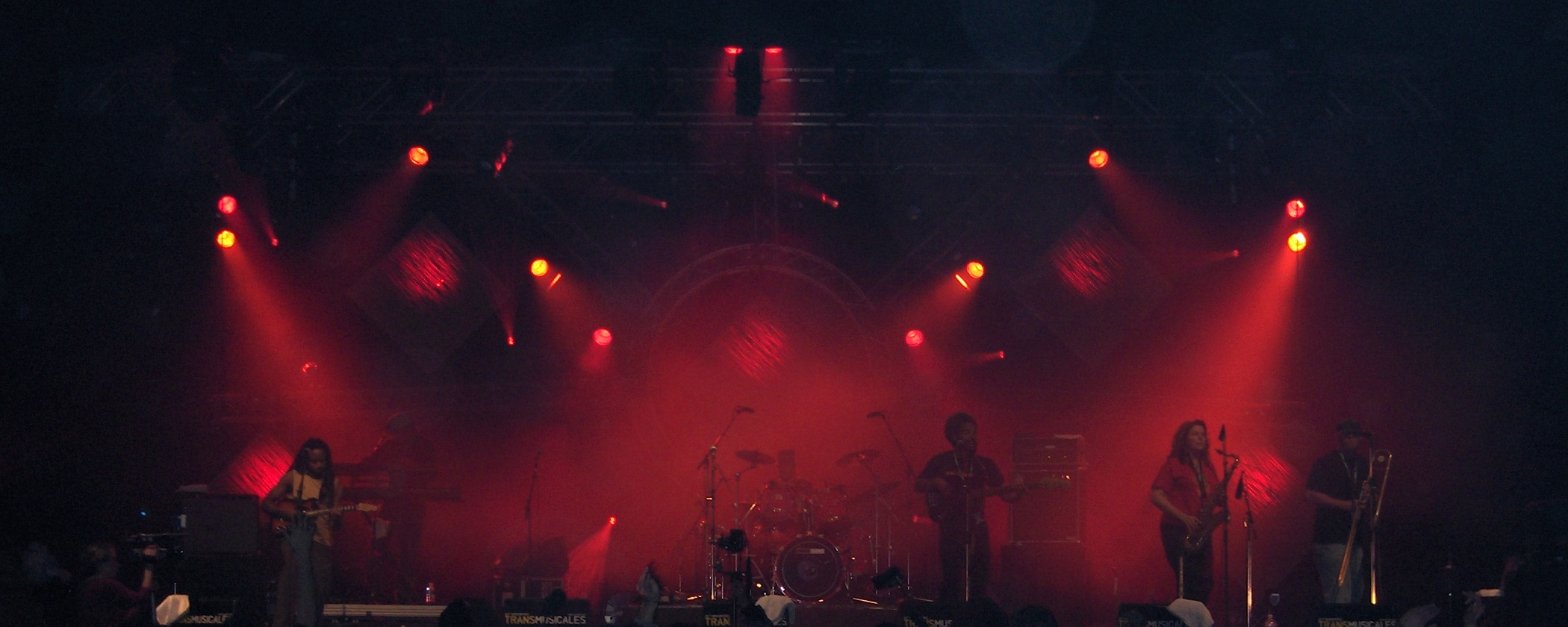
Easy Star All-Stars en concert aux Transmusicales de Rennes, 10 décembre 2006

Easy Star All-Stars est un collectif de reggae, dub. Le groupe s'est illustré avec un premier album reprenant en intégralité le Dark Side of the Moon des Pink Floyd en 2003. L'optique reste la même sur le second album qui rassemble des reprises reggae de OK Computer du groupe Radiohead sous le titre Radiodread, ainsi que sur le troisième avec cette fois une reprise en intégralité de Sgt. Pepper's Lonely Hearts Club Band des Beatles nommée Easy Star Lonely Hearts Dub Band. Depuis 2003, les All-Stars tournent dans le monde entier en proposant au public leur collection de reprises.
Emmené par le producteur, directeur musical, arrangeur et guitariste Michael Goldwasser, ce collectif basé à New York comprend un nombre variable de musiciens autour d'un noyau fixe, le tout constituant « le who's who de la scène reggae, ska, dub et jazz new-yorkaise ». Par ailleurs, et notamment sur leur 3e album, Easy Star Lonely Hearts Dub Band,
les All-Stars portent bien leur nom puisque les plus grands chanteurs jamaïcans, sont invités à poser leurs voix sur les rythmiques reggae appliquées aux chansons du huitième album des Beatles : U Roy, Sugar Minott, Michael Rose, Frankie Paul, Bunny Rugs, le chanteur de Third World, David Hinds, celui de Steel Pulse, Luciano et les Mighty Diamonds.